# Sci alpino ai XIV Giochi olimpici invernali
Le gare di sci alpino ai XIV Giochi olimpici invernali di Sarajevo 1984 si disputarono dall'11 al 19 febbraio sulle piste di Bjelašnica e Jahorina; il programma incluse gare di discesa libera, slalom gigante e slalom speciale, sia maschili sia femminili. Furono inoltre disputate quattro gare dimostrative di sci alpino paralimpico, che non assegnarono medaglie.

## Risultati

### Uomini

#### Discesa libera
| Pos. | Atleta            | Nazione        | Tempo   |
| ---- | ----------------- | -------------- | ------- |
| 1    | Bill Johnson      | Stati Uniti    | 1:45,59 |
| 2    | Peter Müller      | Svizzera       | 1:45,86 |
| 3    | Anton Steiner     | Austria        | 1:45,95 |
| 4    | Pirmin Zurbriggen | Svizzera       | 1:46,05 |
| 5    | Helmut Höflehner  | Austria        | 1:46,32 |
| 5    | Urs Räber         | Svizzera       | 1:46,32 |
| 7    | Sepp Wildgruber   | Germania Ovest | 1:46,53 |
| 8    | Steve Podborski   | Canada         | 1:46,59 |
| 9    | Todd Brooker      | Canada         | 1:46,64 |
| 10   | Franz Klammer     | Austria        | 1:47,04 |

#### Slalom gigante
| Pos. | Atleta         | Nazione       | Tempo   |
| ---- | -------------- | ------------- | ------- |
| 1    | Max Julen      | Svizzera      | 2:41,18 |
| 2    | Jure Franko    | Jugoslavia    | 2:41,41 |
| 3    | Andreas Wenzel | Liechtenstein | 2:41,75 |
| 4    | Franz Gruber   | Austria       | 2:42,08 |
| 5    | Boris Strel    | Jugoslavia    | 2:42,36 |
| 6    | Hubert Strolz  | Austria       | 2:42,71 |
| 7    | Alex Giorgi    | Italia        | 2:43,00 |
| 8    | Phil Mahre     | Stati Uniti   | 2:43,25 |
| 9    | Bojan Križaj   | Jugoslavia    | 2:43,48 |
| 10   | Joël Gaspoz    | Svizzera      | 2:43,60 |

#### Slalom speciale
| Pos. | Atleta                | Nazione     | Tempo   |
| ---- | --------------------- | ----------- | ------- |
| 1    | Phil Mahre            | Stati Uniti | 1:39,41 |
| 2    | Steve Mahre           | Stati Uniti | 1:39,62 |
| 3    | Didier Bouvet         | Francia     | 1:40,20 |
| 4    | Jonas Nilsson         | Svezia      | 1:40,25 |
| 5    | Oswald Tötsch         | Italia      | 1:40,48 |
| 6    | Petăr Popangelov      | Bulgaria    | 1:40,68 |
| 7    | Bojan Križaj          | Jugoslavia  | 1:41,51 |
| 8    | Lars-Göran Halvarsson | Svezia      | 1:41,70 |
| 9    | Stig Strand           | Svezia      | 1:41,95 |
| 10   | Thomas Bürgler        | Svizzera    | 1:42,03 |

### Donne

#### Discesa libera
| Pos. | Atleta             | Nazione        | Tempo   |
| ---- | ------------------ | -------------- | ------- |
| 1    | Michela Figini     | Svizzera       | 1:13,36 |
| 2    | Maria Walliser     | Svizzera       | 1:13,41 |
| 3    | Olga Charvátová    | Cecoslovacchia | 1:13,53 |
| 4    | Ariane Ehrat       | Svizzera       | 1:13,95 |
| 5    | Jana Šoltýsová     | Cecoslovacchia | 1:14,14 |
| 6    | Marina Kiehl       | Germania Ovest | 1:14,30 |
| 6    | Gerry Sorensen     | Canada         | 1:14,30 |
| 8    | Lea Sölkner        | Austria        | 1:14,39 |
| 9    | Elisabeth Kirchler | Austria        | 1:14,55 |
| 10   | Veronika Wallinger | Austria        | 1:14,76 |

#### Slalom gigante
| Pos. | Atleta                 | Nazione        | Tempo   |
| ---- | ---------------------- | -------------- | ------- |
| 1    | Debbie Armstrong       | Stati Uniti    | 2:20,98 |
| 2    | Christin Cooper        | Stati Uniti    | 2:21,38 |
| 3    | Perrine Pelen          | Francia        | 2:21,40 |
| 4    | Tamara McKinney        | Stati Uniti    | 2:21,83 |
| 5    | Marina Kiehl           | Germania Ovest | 2:22,03 |
| 6    | Blanca Fernández Ochoa | Spagna         | 2:22,14 |
| 7    | Erika Hess             | Svizzera       | 2:22,51 |
| 8    | Olga Charvátová        | Cecoslovacchia | 2:22,57 |
| 9    | Liisa Savijarvi        | Canada         | 2:22,73 |
| 10   | Anne-Flore Rey         | Francia        | 2:22,95 |

#### Slalom speciale
| Pos. | Atleta            | Nazione        | Tempo   |
| ---- | ----------------- | -------------- | ------- |
| 1    | Paoletta Magoni   | Italia         | 1:36,47 |
| 2    | Perrine Pelen     | Francia        | 1:37,38 |
| 3    | Ursula Konzett    | Liechtenstein  | 1:37,50 |
| 4    | Roswitha Steiner  | Austria        | 1:37,84 |
| 5    | Erika Hess        | Svizzera       | 1:37,91 |
| 6    | Małgorzata Tlałka | Polonia        | 1:37,97 |
| 7    | Maria Rosa Quario | Italia         | 1:37,99 |
| 8    | Anni Kronbichler  | Austria        | 1:38,05 |
| 9    | Daniela Zini      | Italia         | 1:38,15 |
| 10   | Olga Charvátová   | Cecoslovacchia | 1:38,66 |

## Medagliere per nazioni
| Pos. | Nazione        | Oro | Argento | Bronzo | Totale |
| ---- | -------------- | --- | ------- | ------ | ------ |
| 1    | Stati Uniti    | 3   | 2       | 0      | 5      |
| 2    | Svizzera       | 2   | 2       | 0      | 4      |
| 3    | Italia         | 1   | 0       | 0      | 1      |
| 4    | Francia        | 0   | 1       | 2      | 3      |
| 5    | Jugoslavia     | 0   | 1       | 0      | 1      |
| 6    | Liechtenstein  | 0   | 0       | 2      | 2      |
| 7    | Austria        | 0   | 0       | 1      | 1      |
| 7    | Cecoslovacchia | 0   | 0       | 1      | 1      |

## Gare dimostrative

### Uomini

#### Slalom gigante LW2
| Pos. | Atleta          | Nazione        | Tempo   |
| ---- | --------------- | -------------- | ------- |
| 1    | Alexander Spitz | Germania Ovest | 1:08,05 |
| 2    | Rainer Bergmann | Austria        | 1:09,91 |
| 3    | David Jamison   | Stati Uniti    | 1:10,18 |
| 4    | Michael Hipp    | Germania Ovest | 1:12,15 |
| 5    | Peter Perner    | Austria        | 1:12,32 |
| 6    | Patrick Knaff   | Francia        | 1:12,55 |
| 7    | Phil Chew       | Canada         | 1:12,92 |
| 8    | Greg Oswald     | Canada         | 1:13,81 |
| 9    | Ola Rylander    | Svezia         | 1:14,94 |
| 10   | Rajko Stržinar  | Jugoslavia     | 1:18,69 |

#### Slalom gigante LW4
| Pos. | Atleta           | Nazione     | Tempo   |
| ---- | ---------------- | ----------- | ------- |
| 1    | Markus Ramsauer  | Austria     | 1:02,66 |
| 2    | Josef Meusburger | Austria     | 1:04,90 |
| 3    | Bill Latimer     | Stati Uniti | 1:05,41 |
| 4    | Eugen Diethelm   | Svizzera    | 1:06,04 |
| 5    | Paul Fournier    | Svizzera    | 1:07,10 |

#### Slalom gigante LW5/7
| Pos. | Atleta             | Nazione        | Tempo   |
| ---- | ------------------ | -------------- | ------- |
| 1    | Lars Lundström     | Svezia         | 1:05,09 |
| 2    | Felix Abele        | Germania Ovest | 1:05,91 |
| 3    | Cato Zahl Pedersen | Norvegia       | 1:06,21 |
| 4    | Niko Moll          | Germania Ovest | 1:06,44 |
| 5    | Felix Gisler       | Svizzera       | 1:08,38 |

#### Slalom gigante LW6/8
| Pos. | Atleta              | Nazione     | Tempo   |
| ---- | ------------------- | ----------- | ------- |
| 1    | Paul Neukomm        | Svizzera    | 1:02,19 |
| 2    | Dietmar Schweninger | Austria     | 1:03,04 |
| 3    | Rolf Heinzmann      | Svizzera    | 1:03,25 |
| 4    | Heinz Moser         | Svizzera    | 1:03,66 |
| 5    | Reed Robinson       | Stati Uniti | 1:04,78 |
| 6    | Srečko Kos          | Jugoslavia  | 1:05,32 |
| 7    | Franc Komar         | Jugoslavia  | 1:08,40 |
| 8    | Štefan Ahačič       | Jugoslavia  | 1:10,57 |